# Валтер Гропиус
Валтер Гропиус (на немски: Walter Gropius) е германски архитект. Един от основателите на школата „Баухаус“. Заедно с Лудвиг Мис ван дер Рое и Льо Корбюзие е един от пионерите и най-видни майстори на модерната архитектура от началото и средата на ХХ век.

## Биография и кариера

### Ранни години
Валтер Адолф Георг Гропиус е роден на 18 май 1883 г. в Берлин, Германия. Той е третото дете на Валтер Адолф Гропиус и Манон Аугустин Паулине Шарнвебер.
Гропиус се жени за Алма Малер – вдовица на Густав Малер. Двамата имат дъщеря, родена през 1916 г., кръстена Манон. Тя умира на 18-годишна възраст вследствие на болестта полиомиелит. Композиторът Албан Берг написва творбата си „Концерт за цигулка“ в нейна памет. Валтер и Алма се развеждат през 1920 г. През 1923 г. той се жени за Илзи Франк, с която остава до края на живота си през 1969 г. Двамата осиновяват Бийти Гропиус, известна също като Ати.

### Ранна кариера
Валтер Гропиус последва в занаята баща си и чичо си – Мартин Гропиус, който е бележит за времето си архитект. Валтер учи архитектура в Мюнхен и Берлин. През 1908 г. той постъпва на работа в бюрото на Петер Беренс – един от основоположниците на „утилитарната школа“ в архитектурата и дизайна. Негови колеги във фирмата по същото време са Лудвиг Мис ван дер Рое и Льо Корбюзие. През 1910 г. Гропиус напуска бюрото на Беренс и заедно с друг негов служител – Адолф Майер, основават частна практика в Берлин. Заедно двамата създават проекта за една от първите, основополагащи сгради на модернизма – фабриката за обущарски калъпи „Фагус“ в Алфед на Лейн. В тази сграда, с дизайна на фасадата, архитектите онагледяват основният принцип в модерната архитектура от това време – „Формата следва функцията“. През 1913 г. Гропиус публикува статията „Развитието на индустриалните сгради“, която оказва голямо влияние върху европейските модернисти, между които Корбюзие и Ерик Менделсон.
Кариерата на архитекта е прекъсната от избухването на Първата световна война през 1914 г. Той е призован като запасен войник и служи като сержант на Западния фронт, където е ранен и едва не загубва живота си.

### „Баухаус“
След края на войната Гропиус продължава своята кариера. През 1919 г. заема позицията на директор на училището за изкуства и занаяти „Grand-Ducal Saxon School“ във Ваймар. За позицията той е препоръчан от предшественика си – Анри ван де Велде, който е помолен да отстъпи поради белгийския си произход. Това е училището, което Валтер трансформира в прочутата школа Баухаус, станала световното средище на модернизма. Славният факултет включва такива представители на стила като Паул Клее, Йоханес Итън, Хърбърт Байер и Василий Кандински.
През този период Гропиус показва функционалистичния си подход и в творбата си „Monument to the March Dead“ – паметник, проектиран от него през 1919 г. и изпълнен през 1920 г., показващ влиянието на експресионизма върху него по това време.
През 1923 г. Валтер Гропиус създава прочутия си дизайн за дръжки на интериорни врати, смятани за икона на дизайна от ХХ век, често сочени за едно от най-влиятелните произведения, излезли от школата на „Баухаус“. В този период архитектът изпълнява и няколко мащабни проекта за Берлин, Карлсруе и Десау, които представляват значителен пример от движението „Нова предметност“ (Neue Sachlichkeit).

### Американски период
През 1934 г. с помощта на английския архитект Максуел Фрай Гропиус успява да напусне Нацистка Германия под претекст, че отива на временно посещение във Великобритания. Той живее и работи в Обединеното кралство, като част от фирмата „Исокон“ заедно с Фрай до 1937 г., когато се премества в САЩ.
Къщата, която построява за себе си през 1937 г. в Линкълн, Масачузетс, се превръща във влиятелна творба от шестващия по това време Интернационален стил в архитектурата. Гропиус и неговото протеже от „Баухаус“ – Марсел Бройер се преместват в Кеймбридж, Масачузетс, където преподават в училището по дизайн към Харвардския университет. През 1944 г. той става натурализиран гражданин на Съединените щати.
През 1945 г. Валтер Гропиус заедно със седем по-млади архитекти основава проектантската фирма „The Architects' Collaborative“ (TAC). През следващите десетилетия фирмата ще стане едно от най-прочутите и уважавани архитектурни бюра в света. Сред мащабните проекти, осъществени от „TAC“, са: Багдадския университет в Ирак; Федералната сграда „Джон Ф. Кенеди“ в Бостън; Небостъргачът „Пан Ам“ в Ню Йорк, прекръстен впоследствие на „Мет Лайф“ и други.
През 1995 г., двадесет и шест години след смъртта на Гропиус, фирмата „TAC“ банкрутира.
Валтер Гропиус умира през 1969 г. на 86-годишна възраст. В началото на 1990-те са издадени серия от книги, озаглавени „Архивът на Валтер Гропиус“, включващи данни за цялата му кариера.

## Избрани творби
- 1910 – 1911 Фабрика Фагус, Алфед на Лейн, Германия
- 1914 Office and Factory Buildings at the Werkbund Exhibition, 1914, Кьолн, Германия
- 1921 Съмърфийлд хаус, Берлин, Германия – проектирана за Адолф Съмърфийлд
- 1922 Седалище на „Чикаго Трибюн“ – конкурсен проект
- 1925 – 1932 Баухаус – училище и факултет, Housin, Десау, Германия
- 1936 Village College, Импингтън, Кеймбридж, Англия
- 1937 Гропиус хаус, Линкълн, Масачузетс, САЩ
- 1942 – 1944 Aluminum City Terrace housing project, Ню Кенсингтън, Пенсилвания, САЩ
- 1949 – 1950 Harvard Graduate Center, Кеймбридж (Масачузетс), САЩ (The Architects' Collaborative)[2]
- 1957 – 1960 Багдадски университет, Багдад, Ирак
- 1963 – 1966 Федерална сграда „Джон Ф. Кенеди“, Бостън, Масачузетс, САЩ
- 1948 Средно училище „Питър Тачър“, Атълбъро, Масачузетс, САЩ
- 1958 – 1963 Pan Am Building (понастоящем Metlife Building), Ню Йорк, съвместно с Пиетро Белуши и проектантското бюро Емери Рот и синове
- 1957 Панелен комплекс Интербау, Ханзафиртел, Берлин, Германия, съвместно с проектантската фирма „The Architects' Collaborative“ и Уилс Ебърт
- 1960 Реформистка синагога Охеб Шалом, Балтимор, Мериленд, САЩ
- 1960 Жилищен комплекс Гропиусщат, Берлин, Германия
- 1961 Спечелилата награда Уейландска гимназия, Уейланд, Масачузетс, САЩ
- 1959 – 1961 Посолство на САЩ, Атина, Гърция (съвместно с проектантската фирма „The Architects' Collaborative“ и с консултиращ архитект Периклес Сакелариос)
- 1967 – 69 Tower East, Шейкър Хайтс, Охайо, последният голям проект на Гропиус

## За него
- Tom Wolfe, From Bauhaus to Our House, 1981
- The Walter Gropius Archive, Routledge, 1990–1991